# الجوابر (الهواورة أولاد سليمان)
الجوابر هو دُوَّار يقع بجماعة أولاد صالح، إقليم النواصر، جهة الدار البيضاء سطات في المملكة المغربية. ينتمي الدوّار لمشيخة الهواورة أولاد سليمان التي تضم 3 دواوير. يقدر عدد سكانه بـ 1121 نسمة حسب الإحصاء الرسمي للسكان والسكنى لسنة 2004.

## روابط خارجية
- البوابة الوطنية للجماعات الترابية
- المندوبية السامية للتخطيط